# اندقان
اندقان یا اندوقان، روستایی از توابع دهستان چهارده سنخواست‌‌، بخش جلگه سنخواست، شهرستان جاجرم در استان خراسان شمالی ایران است.
مردم این روستا به زبان تاتی صحبت می‌کنند. 
براساس لغت نامه دهخدا اندقان، دهی است از بخش اسفراین شهرستان بجنورد دارای ۶۴٧ نفر جمعیت، مردم آن به کشاورزی اشتغال دارند و محصولات آن پنبه و میوه است. 

## جمعیت
این روستا در دهستان چهارده سنخواست قرار دارد و براساس سرشماری مرکز آمار ایران در سال ۱۳۸۵، جمعیت آن ۵۵۴ نفر (۱۶۲خانوار) بوده‌است.

## آیین ها
جشن سده یا جشن سِرسِره پنجاه روز مانده به عید نوروز  (۱۰ بهمن ماه) در روستاهای اندقان برگزار می شود.
این اثر در فهرست میراث معنوی کشور به ثبت ملی رسیده است.  

## آثار تاریخی
- آب‌انبار اندقان
- آرامگاه شیخ جعفر تقی

## جستار های وابسته
- زبان تاتی ایران
- تات‌های ایران